# Banco Nacional de Angola
O Banco Nacional de Angola (BNA) é o banco central de Angola, sendo o único responsável pela política monetária do país. Seu edifício sede localiza-se na Avenida 4 de Fevereiro, na capital nacional, Luanda.
O BNA surgiu ainda no século XIX, porém consolidando-se somente em 1926 quando tornou-se Banco de Angola, sendo a única autoridade bancária do território sob domínio de Portugal até 1975. Em 1976 o Banco de Angola foi transformado no Banco Nacional de Angola.

## Histórico
O BNA descende da agência do Banco Nacional Ultramarino para Angola (BNU-A), em Luanda, que foi fundada em 9 de junho de 1865, com a função de emissão de moeda, regulação dos meios de pagamento, estabilização dos pagamentos dos servidores públicos, banco comercial, fomento econômico, caixa de tesouro, investidor de capital de risco, financiador do défice público, acionista em empresas e investimentos estratégicos, etc..
Aos poucos o BNU-A criou uma rede de "balcões de depósitos e pagamentos" em Benguela e Moçâmedes (1868), Sumbe (1915), Lobito e Malanje (1918), Cabinda (1919) e no Cuíto e Lubango (1921). O BNU-A chegou a ter sob sua jurisdição o importante balcão de Quinxassa, ainda no Congo Belga, fundado em 1919.
Entre 1865 e 1926 o BNU-A foi obrigado a tornar-se acionista de várias empresas angolanas, entre elas: a Companhia de Navegação do Quanza, a Companhia Agrícola do Cazengo, a Companhia de Pesquisas Mineiras de Angola (Pema) e a Diamang, a Empresa Gráfica de Angola, a Companhia dos Caminhos-de-Ferro através d’Africa, a Companhia Agropecuária de Angola, etc.; posteriormente também foi acionista da Petrangol.
Em 14 de setembro de 1923, pelo decreto nº 364, assinado pelo alto-comissário de Angola José Norton de Matos, o BNU-A transforma-se em "Banco de Angola" (BdA), com sede na agência de Luanda, e jurisdição sobre todos os demais balcões da colónia, bem como do Congo Belga. Porém o decreto não teve força, com o BNU-A permanecendo funcionando normalmente.
Após muitas negociações, e após o golpe de Estado de 28 de Maio de 1926, o decreto nº 12131, de 14 de agosto de 1926, efetivamente regula o decreto de 1923, e finalmente cria o "Banco de Angola", com todos os direitos, bens e deveres do BNU-A em Angola e no Congo Belga sendo convertidos para o novo banco. No ato de sua instalação o Banco de Angola possuía uma sede administrativa em Lisboa e uma sede operacional em Luanda.
O Banco de Angola deteve, até 1956, o direito exclusivo sobre o comércio bancário em Angola, altura em que surgiu no mercado o Banco Comercial de Angola (atual Banco de Poupança e Crédito). Deteve também o direito de emissão e regulação da moeda angolar entre 1929 e 1958.
A independência de Angola, em 1975, expôs a fragilidade económico-financeira a qual passava o novo país, tanto que o BdA não foi nacionalizado de imediato. Após um curto e cauteloso período de transição, a lei n.º 69/76, publicada no Diário da República nº 266 – 1.ª Série, em 10 de novembro de 1976, nacionaliza e aprova a lei orgânica, convertendo o BdA em Banco Nacional de Angola (BNA). A lei atribuiu, pela primeira vez formalmente, ao BNA as funções de banco central, banco emissor, caixa do tesouro e de comércio bancário, subordinado ao Ministério das Finanças.
Em 11 de julho de 1997 a Assembleia Nacional aprova reformas na lei orgânica do BNA, confirmadas pela lei nº 6/97, amparadas pela chamada "lei cambial e das instituições financeiras" (lei nº 5/97, de 11 de julho de 1997); esses dispositivos legais, dentre outras coisas, deram autonomia ao BNA para conduzir e executar a política monetária e cambial do país.

### Denúncia de lavagem de dinheiro em 2011
O BNA foi vítima de fraude no montante de 160 milhões de dólares americanos, quando em 2009 foi descoberto que a conta do tesouro angolano no Banco Espírito Santo em Londres, saíram varias transferências para contas bancárias controladas pelos suspeitos. Estes eram pagamentos do BNA para produtos importados que nunca chegaram a Angola ou outros completamente fictícios, como limpa-neves. Quando a conta do BNA atingiu valores mínimos, foi o própria BES de Londres que alertou as autoridades de Angola para as saídas sucessivas de dinheiro. O caso da fraude ao BNA foi revelado pelo jornal português Diário de Notícias em junho de 2011. No âmbito da investigação deste processo já foram detidas 25 pessoas em Angola, acusados de fluxos ilegais de dinheiro transaccionados entre angolanos, portugueses e espanhóis, havendo suspeitas da prática de branqueamento de capitais, de burla qualificada, entre outros ilícitos. Envolvido estão também funcionários do Ministério das Finanças de Angola e do BNA.

## Funções
O Banco Nacional de Angola, como banco central e emissor, tem como principais funções assegurar a preservação do valor da moeda nacional e participar na definição das políticas monetária, financeira e cambial.
Compete ao Banco Nacional de Angola a execução, acompanhamento e controlo das políticas monetárias, cambial e de crédito, a gestão do sistema de pagamentos e administração do meio circulante no âmbito da política económica do País."

## Rede de agências
Outrora muito maior, sua atual rede de agências resume-se à central de Luanda, bem como as de Benguela, Malanje, Cabinda, Lubango e Huambo.